# Olympic Laurel
Der Olympic Laurel Award („Olympischer Lorbeerkranz“) ist eine im Jahr 2016 geschaffene Ehrung des Internationalen Olympischen Komitees, die Verdienste im Bereich Bildung, Entwicklung, Kultur und Sport auszeichnet. Damit wurde eine Empfehlung der Olympic Agenda 2020 umgesetzt. Der Preis wird jeweils während der Eröffnungsfeiern der Olympischen Spiele überreicht.

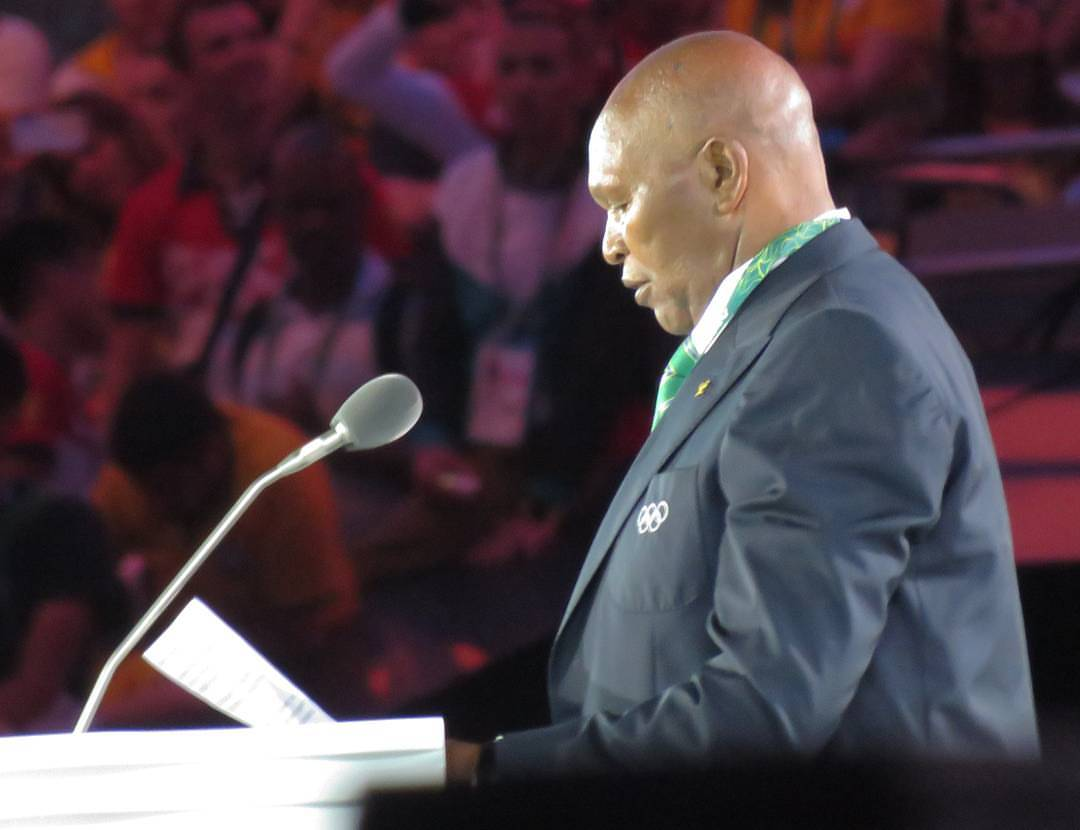
Kipchoge Keino bei der Dankesrede während der Eröffnungsfeier in Rio 2016

Als erster Preisträger wurde der frühere Leichtathlet Kipchoge Keino aus Kenia bei der Eröffnungsfeier der Olympischen Sommerspiele 2016 in Rio de Janeiro für seine Verdienste geehrt.

## Preisträger
| Jahr | Name           | Quelle |
| ---- | -------------- | ------ |
| 2016 | Kipchoge Keino | [ 3 ]  |
| 2021 | Muhammad Yunus | [ 4 ]  |
| 2024 | Filippo Grandi | [ 5 ]  |